# Легкий метрополітен Ньюарка
Легкий метрополітен Ньюарка (англ. Newark Light Rail) — система ліній легкого метро та швидкісного трамваю в місті Ньюарк, Нью-Джерсі, США. Система є своєрідним продовженням системи PATH у місті Ньюарк, системою керує New Jersey Transit Corporation. Використовується стандартна ширина колії та живлення потягів від повітряної контактної мережі. Лінії обслуговує рухомий склад японського виробництва.

## Історія
Будівництво підземної ділянки в центрі міста почалося у 1929 році. Відкритий у 1935 році тунель спочатку слугував центральним ядром численних трамвайних ліній міста, але із занепадом трамвайної мережі став слугувати лише одній лінії. Початкова ділянка складалася з 9 станцій від «Military Park» (при відкритті мала назву «Broad Street») до станції «Heller Parkway» (станція була закрита у 2002 році). Підземний пересадковий вузол на станції Newark Penn був відкритий 20 червня 1937 року. Розширення ще на 1 станцію «Franklin Avenue» далі на північ сталося у 1940 році, Після цього розвиток припинився більш ніж на 60 років, до відкриття у 2002 році розширення до Блумфілда. Під час будівництва розширення до Блумфілда стара кінцева станція «Franklin Avenue» була закрита на перебудову, відкрита разом з розширенням станція дістала й нову назву «Branch Brook Park». Відкриття другої лінії до «Newark Broad Street» сталося 17 липня 2006 року.

## Лінії
Обидві лінії починаються на станції «Newark Penn», що є великим транспортним вузлом міста, де сходяться лінії приміських потягів та потягів Amtrak.
Перша лінія, що до відкриття нової лінії мала назву Newark City Subway, завдовжки 8,5 км з 12 станціями. Проходить підземною ділянкою з чотирьох станцій під центром міста, далі виходить на поверхню, але на відміну від другої лінії має відокремлену від іншого транспорту колію. Далі проходить через передмістя Бельвілл та закінчується у Блумфілді на станції «Grove Street».
Нова Помаранчева лінія радше нагадує швидкісний трамвай, довжиною 1,6 км з шістьма станціями. Лінія починається на спільній для всіх ліній пересадковій станції «Newark Penn». Далі лінія одразу відокремлюється та через невелику підземну ділянку виходить на поверхню. Після станції «NJPAC/Center Street», маршрут лінії розділяється на дві одноколійні лінії, що проходять сусідніми вулицями. При подорожі від станції Пенн на північ потяг проходить через дві зупинки «Atlantic Street» та «Riverfront Stadium», у зворотньому напрямку на південь проходить через одну станцію «Washington Park». Закінчується лінія на станції «Newark Broad Street» біля однойменної залізничної станції, де зупиняються численні приміські потяги.

## Галерея

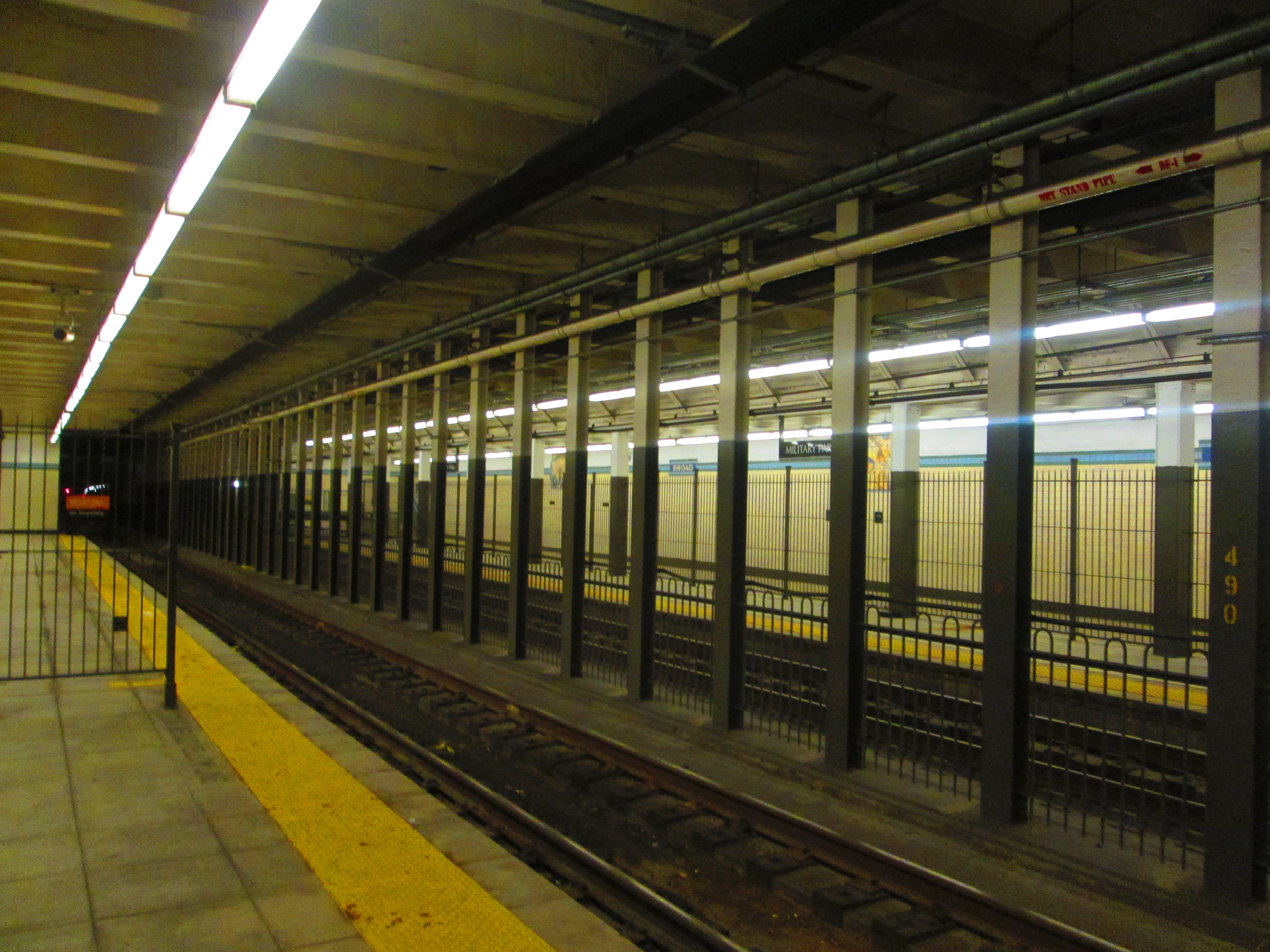
Підземна станція «Military Park»
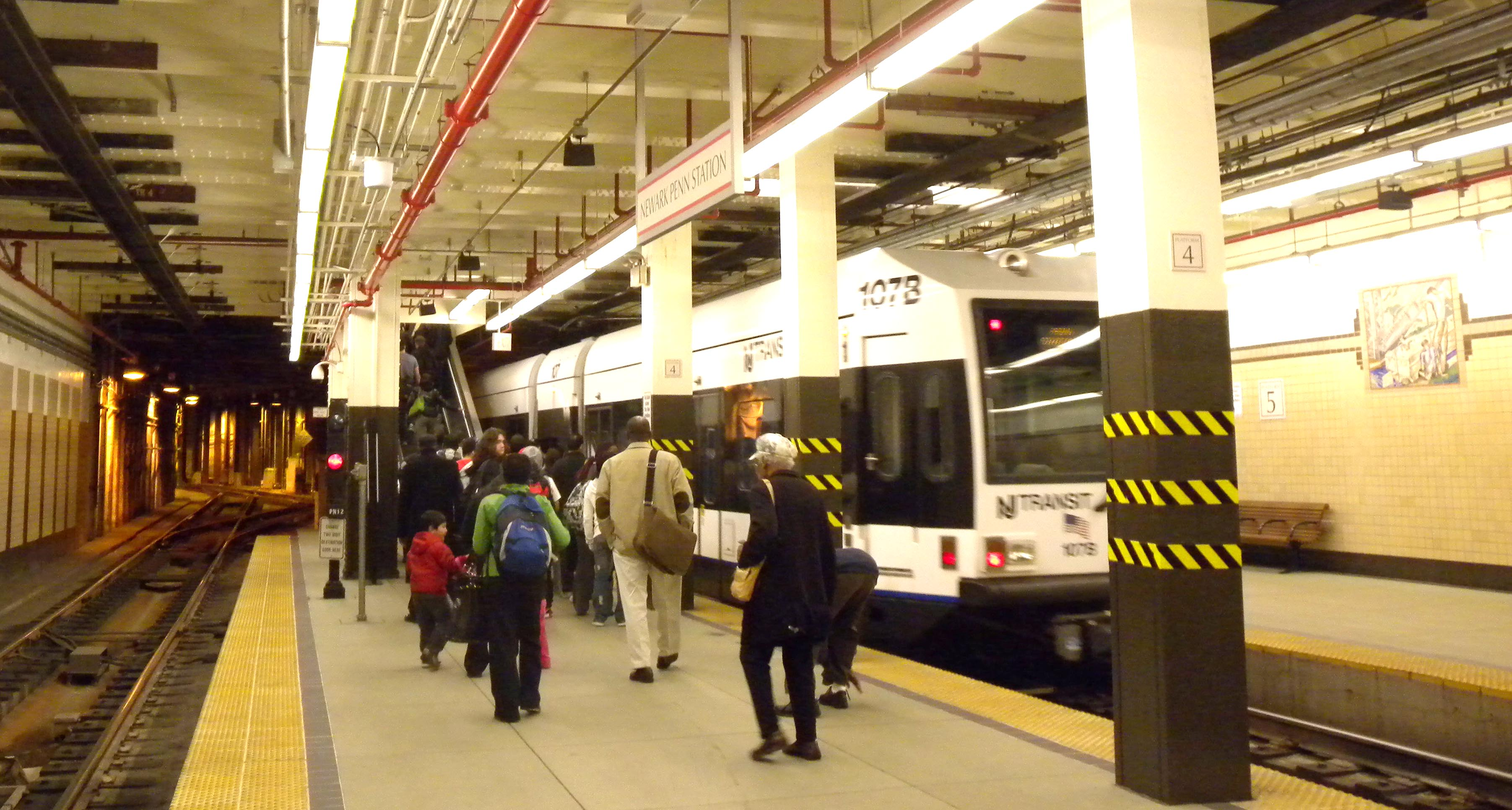
Потяг на підземній станції під вокзалом «Newark Penn»
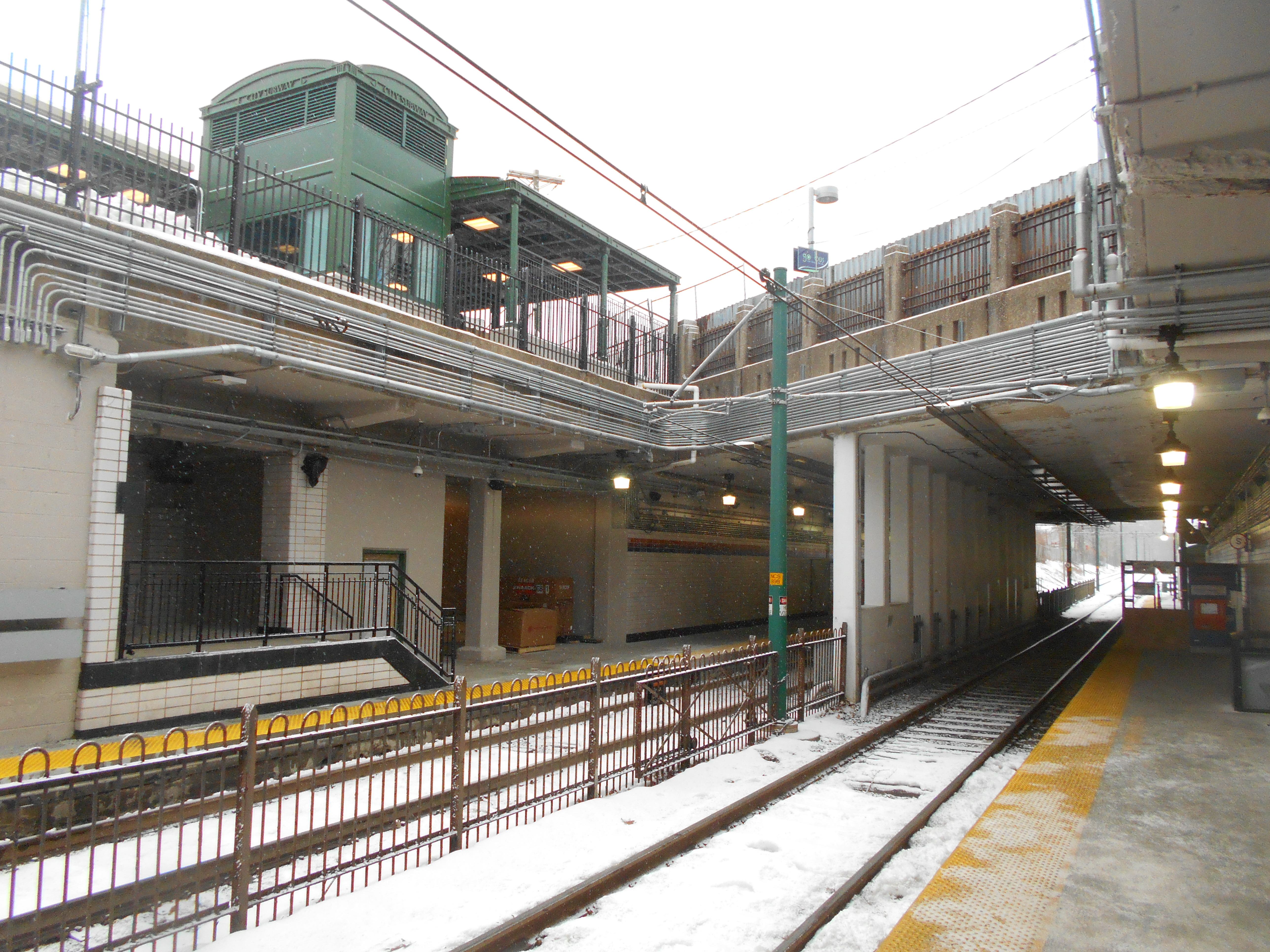
Наземна станція «Bloomfield Avenue»
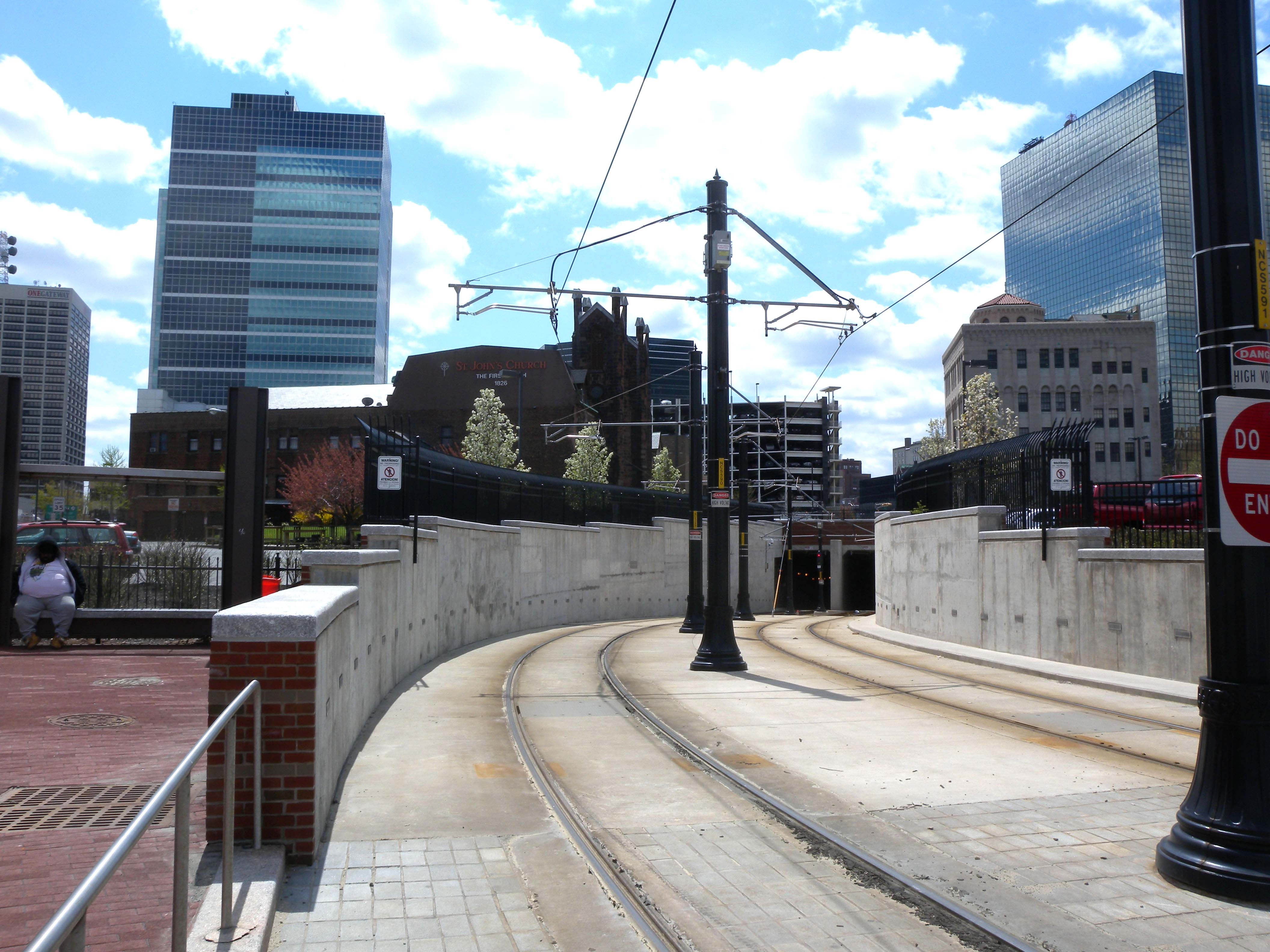
Портал тунелю нової лінії
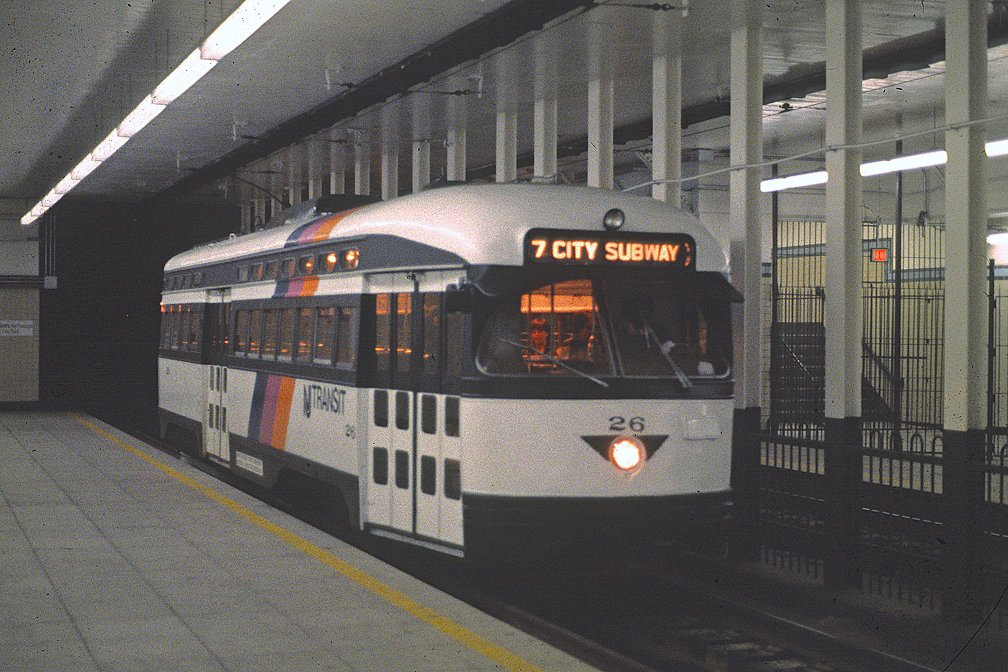
Рухомий склад, що використовувався до 2001 року